# Bromus vulgaris
Bromus vulgaris är en gräsart som först beskrevs av William Jackson Hooker, och fick sitt nu gällande namn av Cornelius Lott Shear. Bromus vulgaris ingår i släktet lostor, och familjen gräs. Inga underarter finns listade i Catalogue of Life.